# 北野站 (福岡縣)
北野站（日语：／ Kitano eki */?）是位於福岡縣久留米市北野町，屬於西日本鐵道（西鐵）的甘木線車站。車站編號為A08。

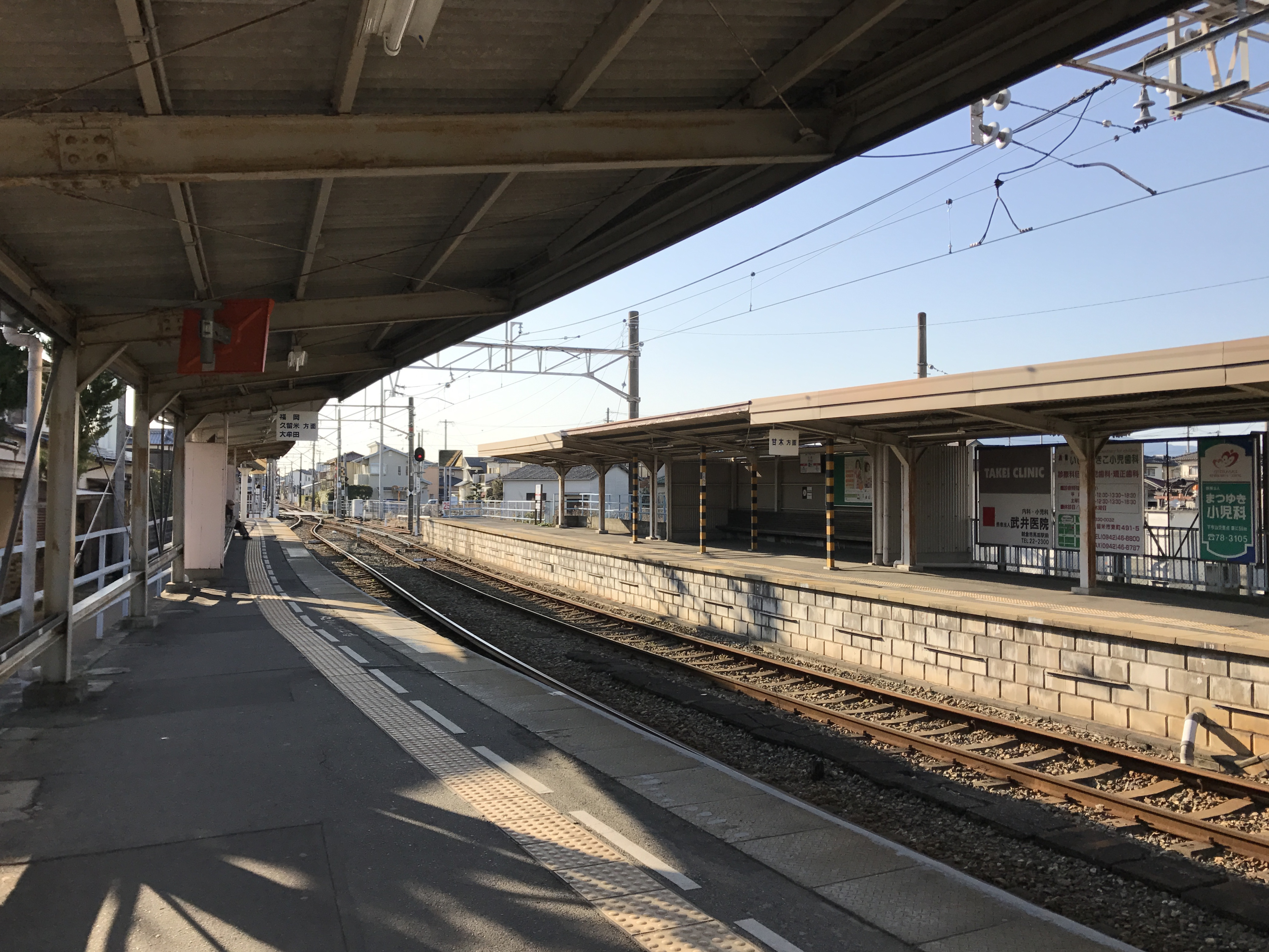
月台(2017年2月)

## 歷史
- 1915年（大正4年）10月15日 - 三井電氣軌道（日语：三井電気軌道）車站啟用。
- 1921年（大正10年）12月8日 - 鐵路線延長至甘木站。
- 1924年（大正13年）6月30日 - 與九州鐵道（日语：九州鉄道 (2代)）合併，成為九州鐵道三井線車站。
- 1942年（昭和17年）
  - 9月19日 - 與九州電氣軌道（日语：九州電気軌道）合併，成為九州電氣軌道車站。
  - 9月22日 - 九州電氣軌道改名為西日本鐵道。
- 1948年（昭和23年）7月15日 - 路線名稱變更，成為西日本鐵道甘木線車站。
- 1963年（昭和38年）- 翻新車站大樓。
- 2001年（平成13年）- 再沒有於此站折返的列車，以及沒有此站夜間停泊列車。
- 2008年（平成20年）5月18日 - 此站開始可以使用IC卡nimoca。
- 2017年（平成29年）2月1日 - 此站引入車站編號[1]。
- 2019年（平成31年）3月23日 - 在當日的時間表修正起，每日下行尾班車以此為終點站，前往花畑的上行尾班車以此站為起點站，於此站折返的列車重開。但是仍然沒有夜間停泊列車。

## 車站構造
本站是地面車站，設有2面2線的相對式月台。整日設有站員當值。鄰近站房側的月台是1號月台（宮之陣方向）月台，越過站內平交道的是2號月台（甘木方向）。兩月台的信號燈只有一個方向。
在引入nimoca前，甘木方向月台設有定期券專用下車臨時閘口，只在早上8時25分到達的列車才開放，以便前往三井中央高等學校的學生上學。

### 月台
| 月台 | 路線    | 上下行 | 方向                       | 備註 |
| ---- | ------- | ------ | -------------------------- | ---- |
| 1    | ■甘木線 | 上行   | 宮之陣、久留米、大牟田方向 |      |
| 2    | ■甘木線 | 下行   | 甘木方向                   |      |

## 使用狀況
在2019年度，1日平均上下車人次為1,524人。在西鐵甘木線車站中，除了轉乘站宮之陣站外最多人使用的車站。
以下為各年度1日平均使用人次列表：
| 年度   | 1日平均 乘車人次 | 1日平均 上下車人次 |
| ------ | ---------------- | ------------------ |
| 2007年 | 948              | 1,869              |
| 2008年 | 934              | 1,851              |
| 2009年 | 915              | 1,803              |
| 2010年 | 882              | 1,762              |
| 2011年 | 836              | 1,669              |
| 2012年 |                  | 1,639              |
| 2013年 |                  | 1,589              |
| 2014年 | 786              | 1,604              |
| 2015年 | 798              | 1,629              |
| 2016年 | 789              | 1,617              |
| 2017年 | 742              | 1,541              |
| 2018年 | 737              | 1,536              |
| 2019年 |                  | 1,524              |

## 車站周邊

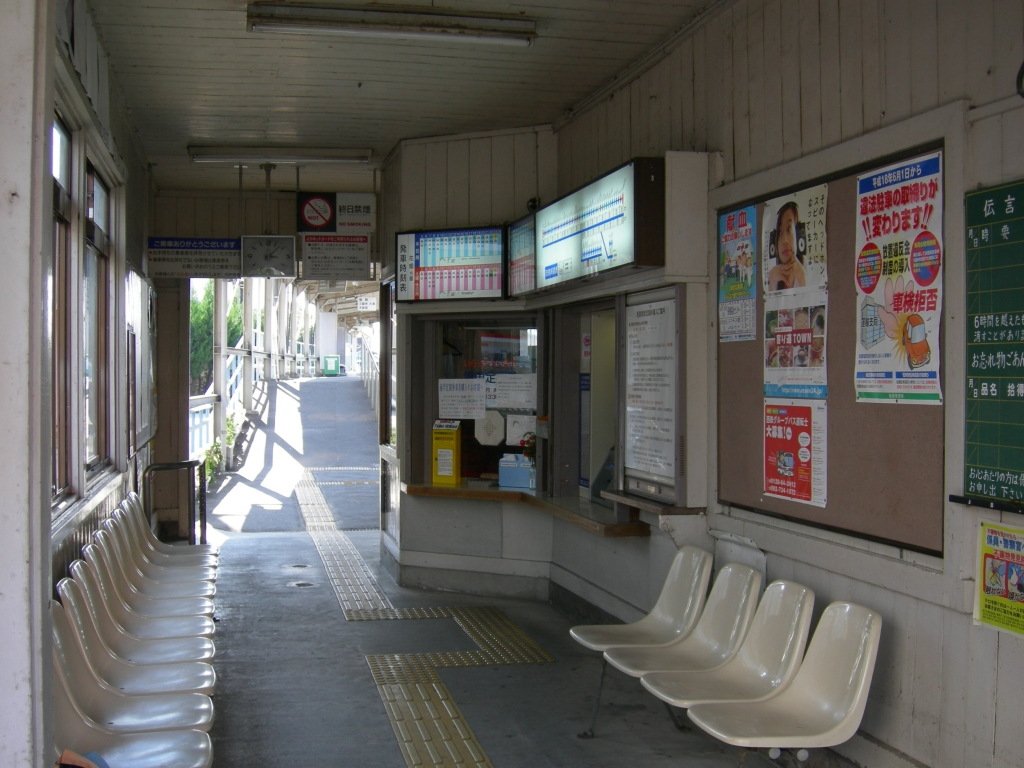
候車室

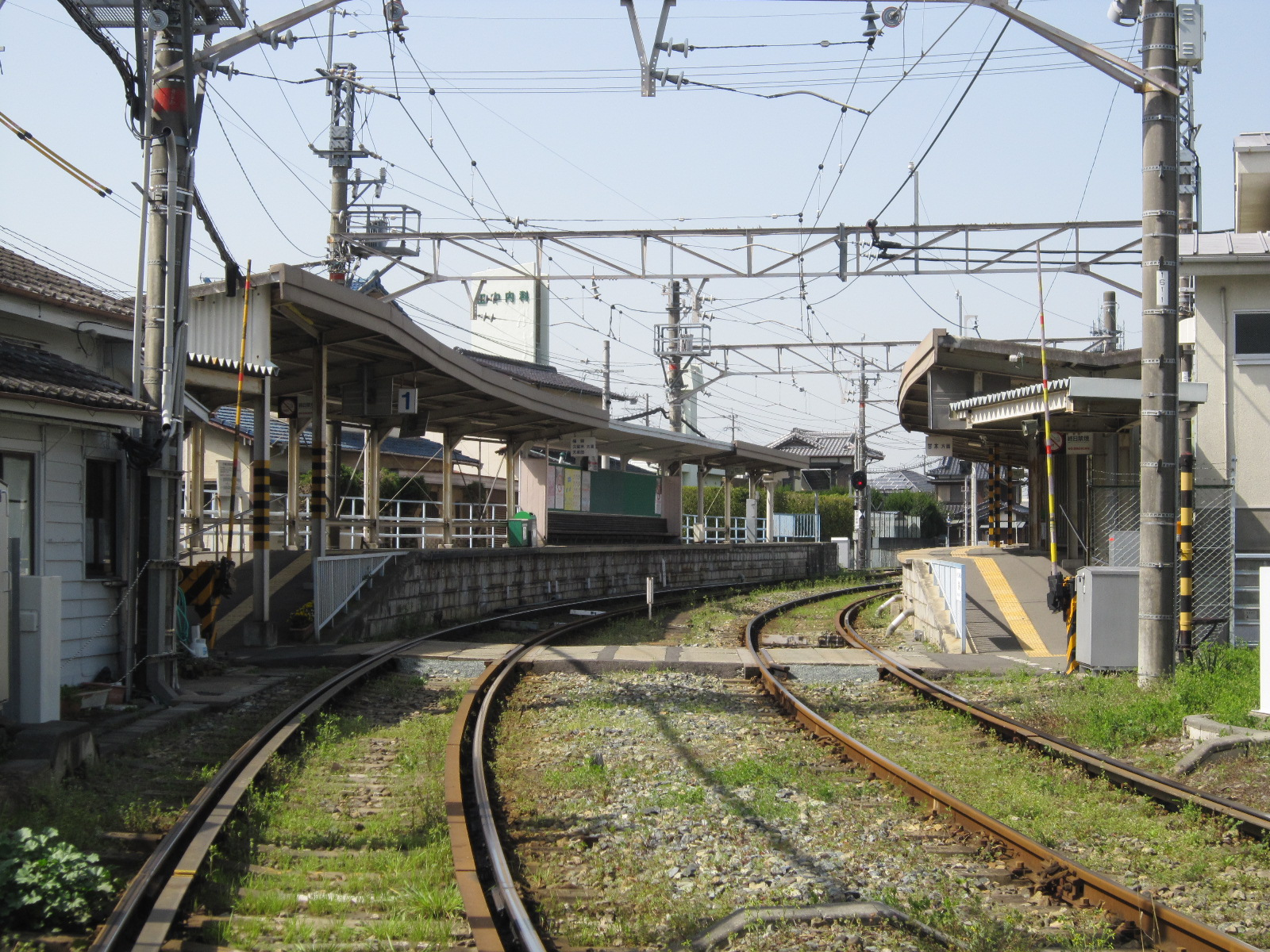
站內

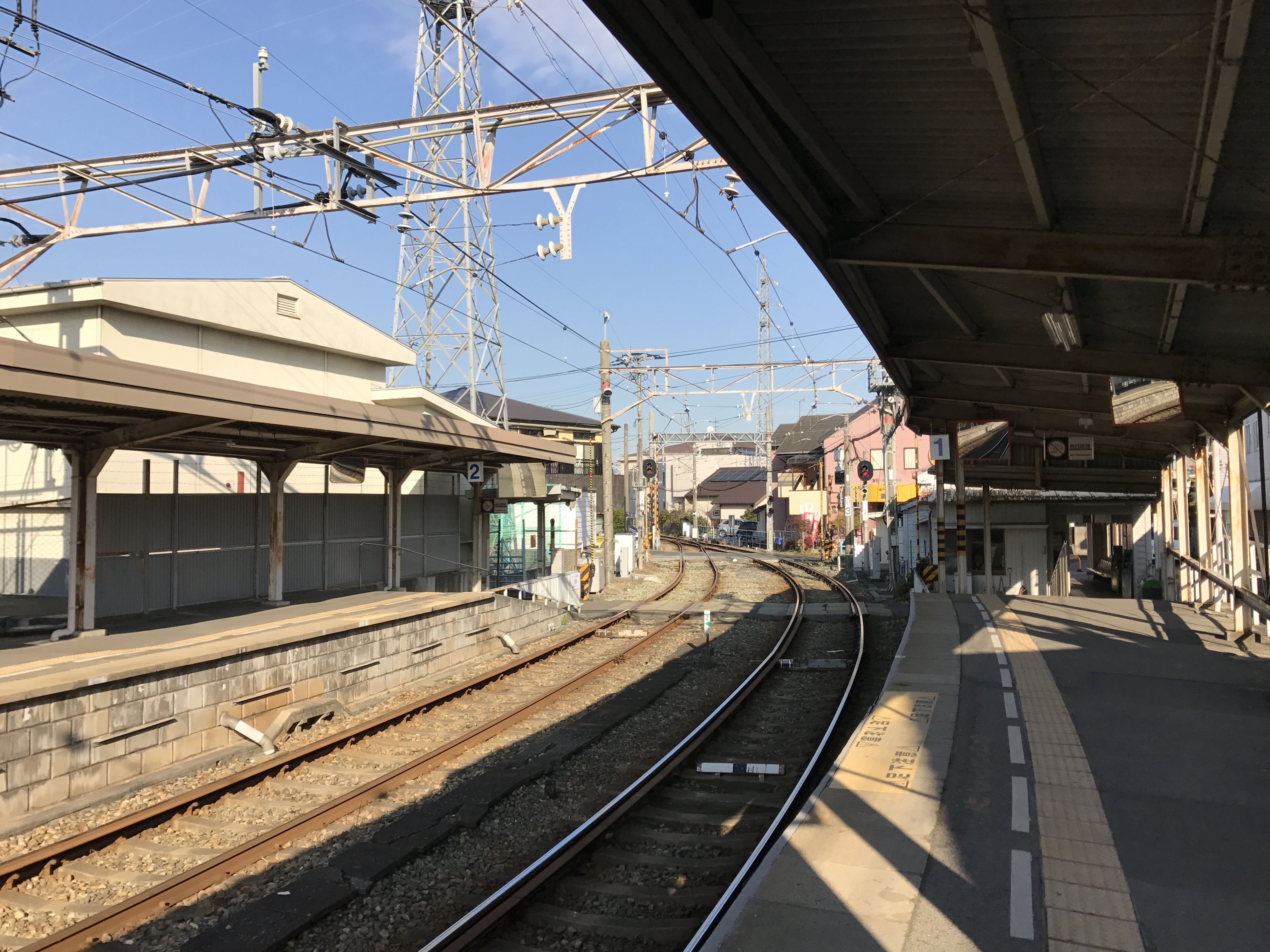
月台

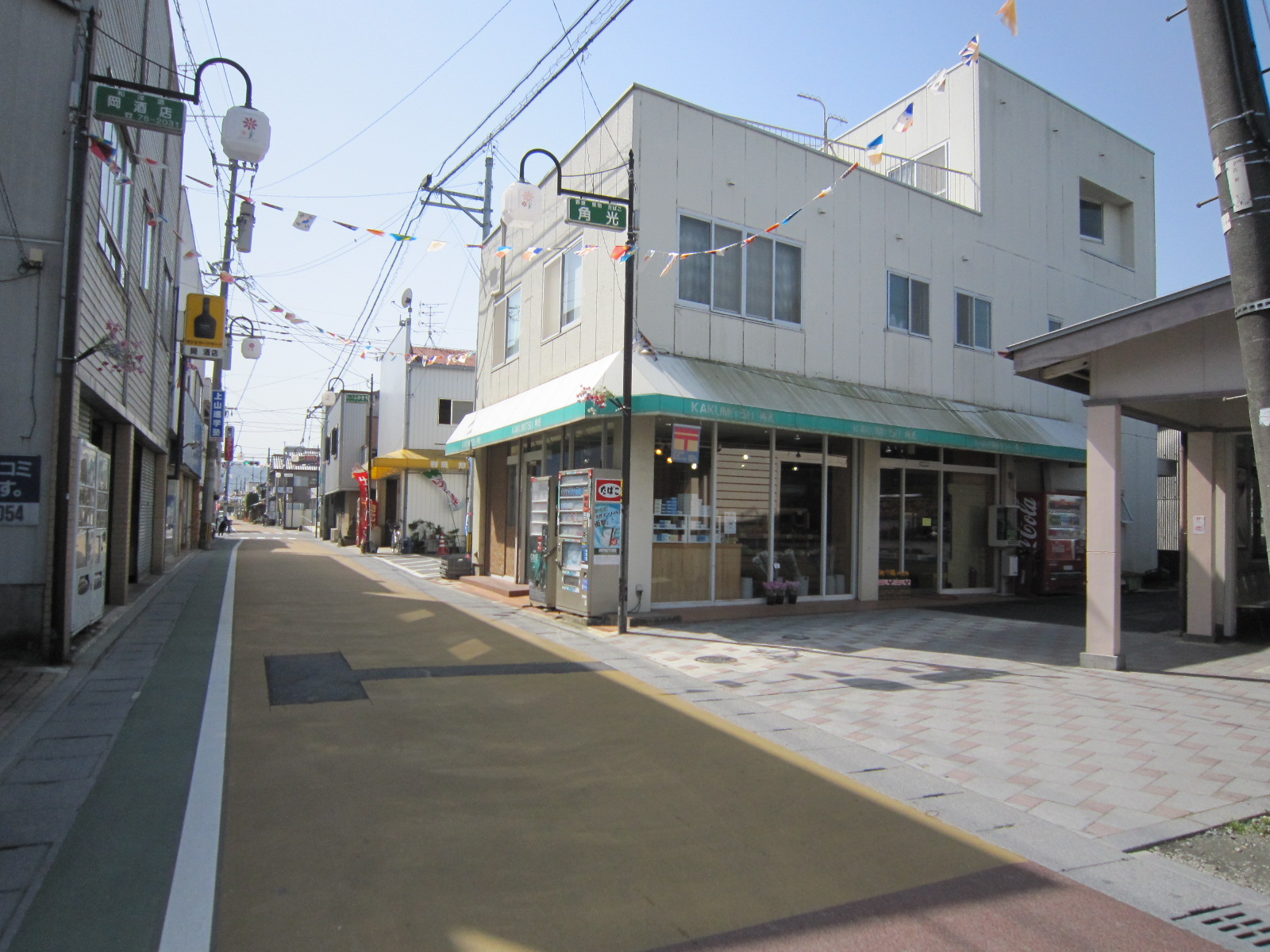
車站周邊

車站位於舊北野町中心，附近較多住宅。站前設有商店區。
- 久留米市政廳北野綜合分所（日语：久留米市役所#北野総合支所）
  - 舊北野町（日语：北野町）公所。停車場免費開放給使用鐵路的乘客（除了晚上至早上外）
- 福岡縣立三井中央高等學校（日语：福岡県公立三井中央高等学校）
- Cosmo Smile北野
- Cosmo Park北野
- 北野體育館
- 北野天滿宮（日语：北野天満宮 (久留米市)）
- 北野郵局
- 筑後信用金庫（日语：筑後信用金庫）北野分店
- 福岡銀行北野分店
- 三井農業協同組合（日语：みい農業協同組合）
  - 北野中央分店
  - 營農中心

## 巴士路線
- 「北野站、生涯學習中心入口」巴士站 - 寄道巴士「宇宙號」（前往北野豬口中心、安全中心）

另外，步行1分鐘可到達西鐵巴士久留米「北野」巴士站。
- 22號（北野線）:JR久留米站～西鐵久留米～久留米交匯處～北野～兩筑苑

## 相鄰車站
西日本鐵道
■甘木線
古賀茶屋（A09）－北野（A08）－大城（A07）

## 注腳
1. ↑   (PDF). 西日本鐵道. 2017-01-24  [2017年3月20日]. （原始内容 (PDF)存档于2020-07-28） （日语）.
2. ↑  . 西日本鉄道株式会社.   [2021-01-14]. （原始内容存档于2021-01-29） （日语）.
3. ↑  久留米市統計書（運輸・通信）西鐵各站上下車人次 （页面存档备份，存于）（日語） 2021年3月4日參閲

## 外部連結
- 北野站（西鐵沿線web） （页面存档备份，存于）（日語）